# Station Joué-lès-Tours
Station Joué-lès-Tours is een spoorwegstation in de Franse gemeente Joué-lès-Tours aan de lokale spoorlijnen van Tours naar Chinon en Loches. Vroeger stopten hier treinen van de historische spoorweglijn Tours - Les Sables-d'Olonne. Het station is bemand en voorzien van twee perronsporen, zodat treinen elkaar kunnen kruisen op de enkelsporige spoorlijnen.